# Friedhof Groß Flottbek

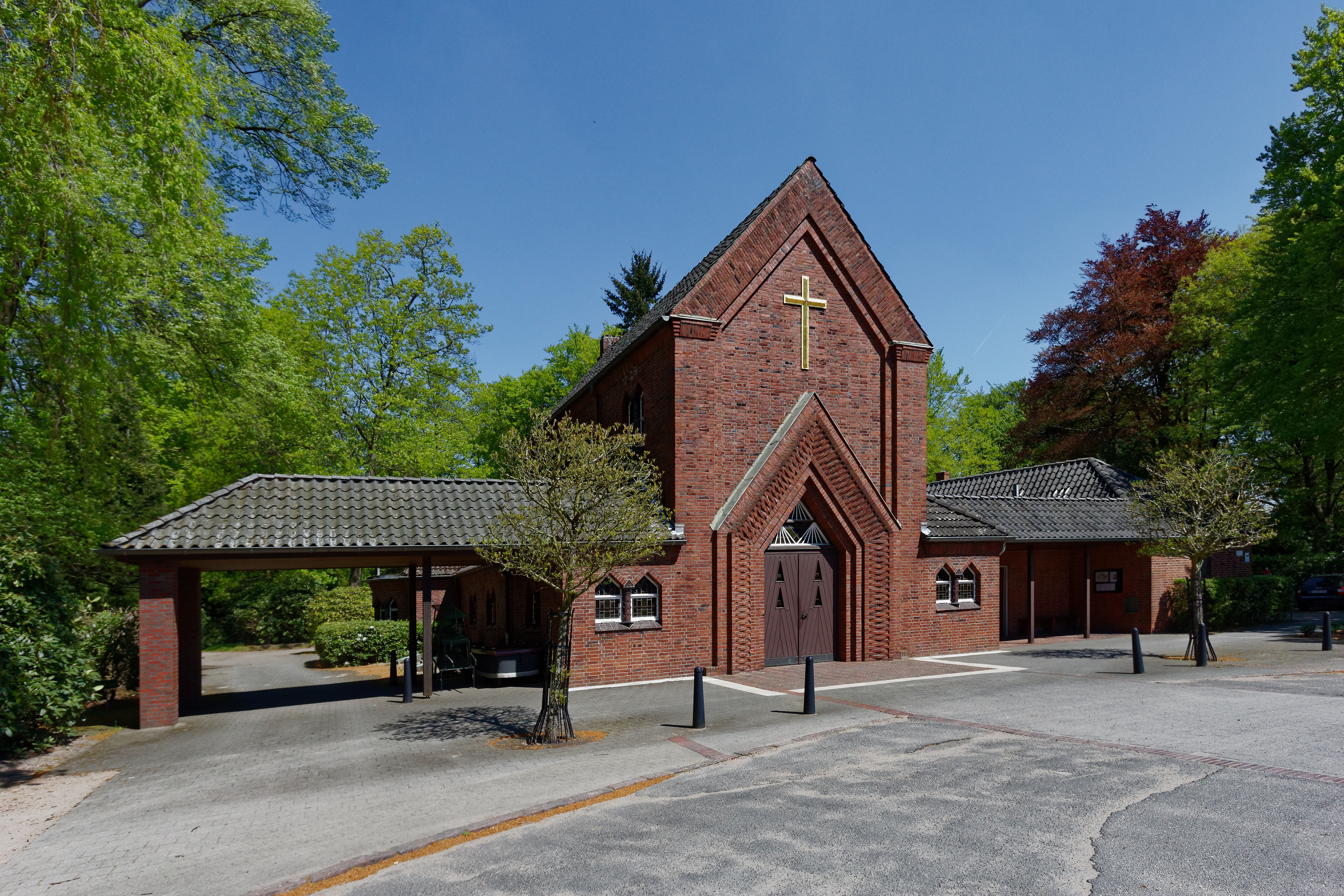
Kapelle des Friedhofs Groß Flottbek (1928)

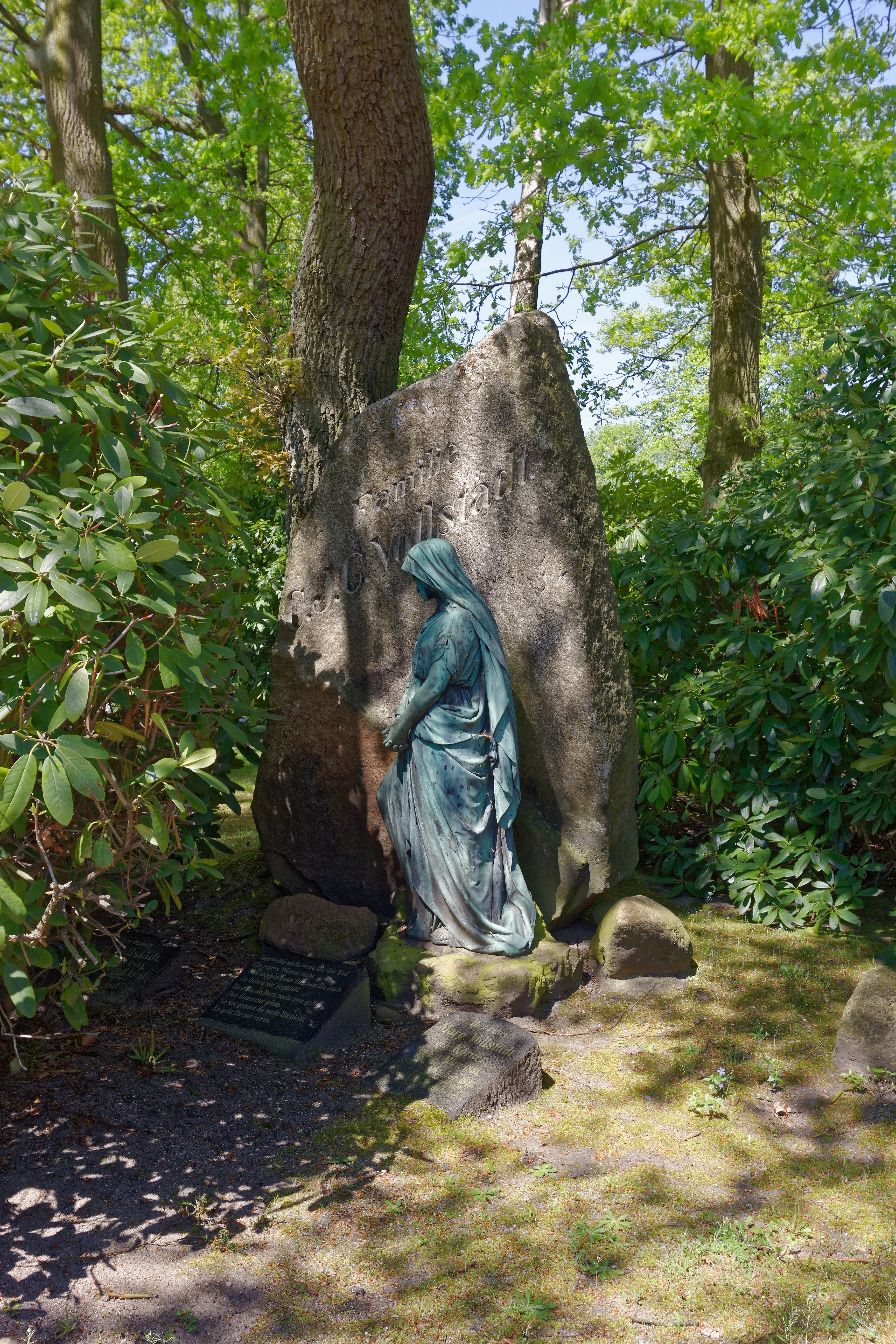
Gestaltetes Grab im Waldteil

Der Friedhof Groß Flottbek ist ein evangelischer Friedhof im Hamburger Stadtteil Bahrenfeld. Er hat eine Fläche von rund 9,5 Hektar und steht seit der Neufassung des Hamburger Denkmalschutzgesetzes im Jahre 2013 unter Schutz.

## Geschichte

### Entstehung
Als Groß Flottbek kirchlich aus dem Kirchspiel Nienstedten ausgegliedert wurde, beschloss die neue Gemeinde als Zeichen der Eigenständigkeit auch einen eigenen Friedhof zu errichten. Der Kauf des ersten, 4 ha großen, Teils des heutigen Geländes erfolgte am 22. August 1908, die Eröffnung war bereits am 24. Mai 1909. Die Gestaltung der Anlage durch den Gartenbauingenieur Christian Brügmann erinnert im Nordteil an den alten Teil des Ohlsdorfer Friedhofs, auch hier dominieren große Bäume und Rhododendren. Im südlichen Teil wählte man die Gestaltung als Hecken- und Rasenfriedhof. Der Grundriss nimmt das Motiv des christlichen Kreuzes als Grundlage für die Hauptwege auf. Der Eingangsbereich zur Straße Stiller Weg erhielt mit dem Bau der Friedhofskapelle ein mit Rhododendren bepflanztes Rondell.
In drei Erweiterungsschritten in den Jahren 1927 (1,5 ha), 1938 (ca. 9 ha) und 1954 wuchs das Gelände auf die heutige Fläche an. Der letzte Grundstückskauf von insgesamt 3,5 ha umfasste auch Flächen, auf denen später ein kirchliches Altersheim und Gebäude der neu geschaffenen Bugenhagen-Gemeinde (heute: Jugendkirche) errichtet werden sollten.

### Friedhofskapelle
Die Kapelle von 1928 gestalteten die Architekten Raabe & Wöhlecke als zeittypischen Klinkerbau des Expressionismus mit einzelnen Schmuckelementen wie den Terrakottasäulen der vorderen Galerie. Der Grundriss entspricht einer klassischen Basilika, das Dach ist auffallend steil. Das Richtfest der Kapelle war am 17. September 1927, die Einweihung am 15. Juli 1928. Seit dem 24. November 1974 gibt es einen von der Kapelle abgesetzten Glockenstuhl mit einer einzelnen Glocke. Die Kapelle  wurde 2010 renoviert und erhielt ein modernisiertes Beleuchtungs- und Farbkonzept. Noch heute befinden sich Teile der Innenausstattung im Originalzustand.

### Namensgebung
Der Erbauer des Friedhofes ist die evangelische Kirchengemeinde Groß Flottbek, die auch bis heute Betreiber ist. Zum Zeitpunkt der Errichtung des Friedhofes gehörte das Gebiet nördlich der Osdorfer Landstraße zur eigenständigen Gemeinde Groß Flottbek, kam mit dem Unterelbegesetz 1927 zum damaligen Altonaer Stadtteil Groß Flottbek und gehört seit der Gebietsreform von 1939 zum Hamburger Stadtteil Bahrenfeld. Der Name des Friedhofes ist über die Jahre trotz der wiederholt geänderten administrativen Zuständigkeit erhalten geblieben.

## Gräber
Auf dem Friedhof gibt es klassische Reihen- und Urnengräber genauso wie Urnengräberfelder mit gemeinsamem Gedenkstein. Darüber hinaus existiert ein speziell gestaltetes Grabfeld für Kinder, das als „Ort der unvergessenen Kinder“ bezeichnet wird.
Eine Skulptur am Nebentrakt der Kapelle und der Grabstein für Otto Ernst stammen vom Bildhauer Arthur Bock.
Man findet neben der Kapelle auch ein kleines Feld mit museal aufgestellten Grabsteinen aus der Gründerzeit. Vor allem für die älteren Gräber im Waldteil wurden auffällig viele große Findlinge aus der unmittelbaren Umgebung verwendet.
Bekannte Persönlichkeiten, die auf dem Friedhof beerdigt wurden, sind:
- Otto Ernst – Schriftsteller (1862–1926)
- Wolf von Baudissin – General und Friedensforscher (1907–1993)
- Gerlach Fiedler – Schauspieler, Regisseur, Schriftsteller und Synchronsprecher (1925–2010)
- Günter Lüdke – Schauspieler (1930–2011), anonym in einer Baumgrabanlage beigesetzt.
- Siegfried Lenz –  Schriftsteller (1926–2014)[6]
- Erik von Witzleben – Großgrundbesitzer und Politiker (1884–1958)
- Axel Springer junior – Fotograf und Journalist (1941–1980)

## Fotografien und Karte
Koordinaten: 53° 34′ 26″ N, 9° 52′ 15″ O

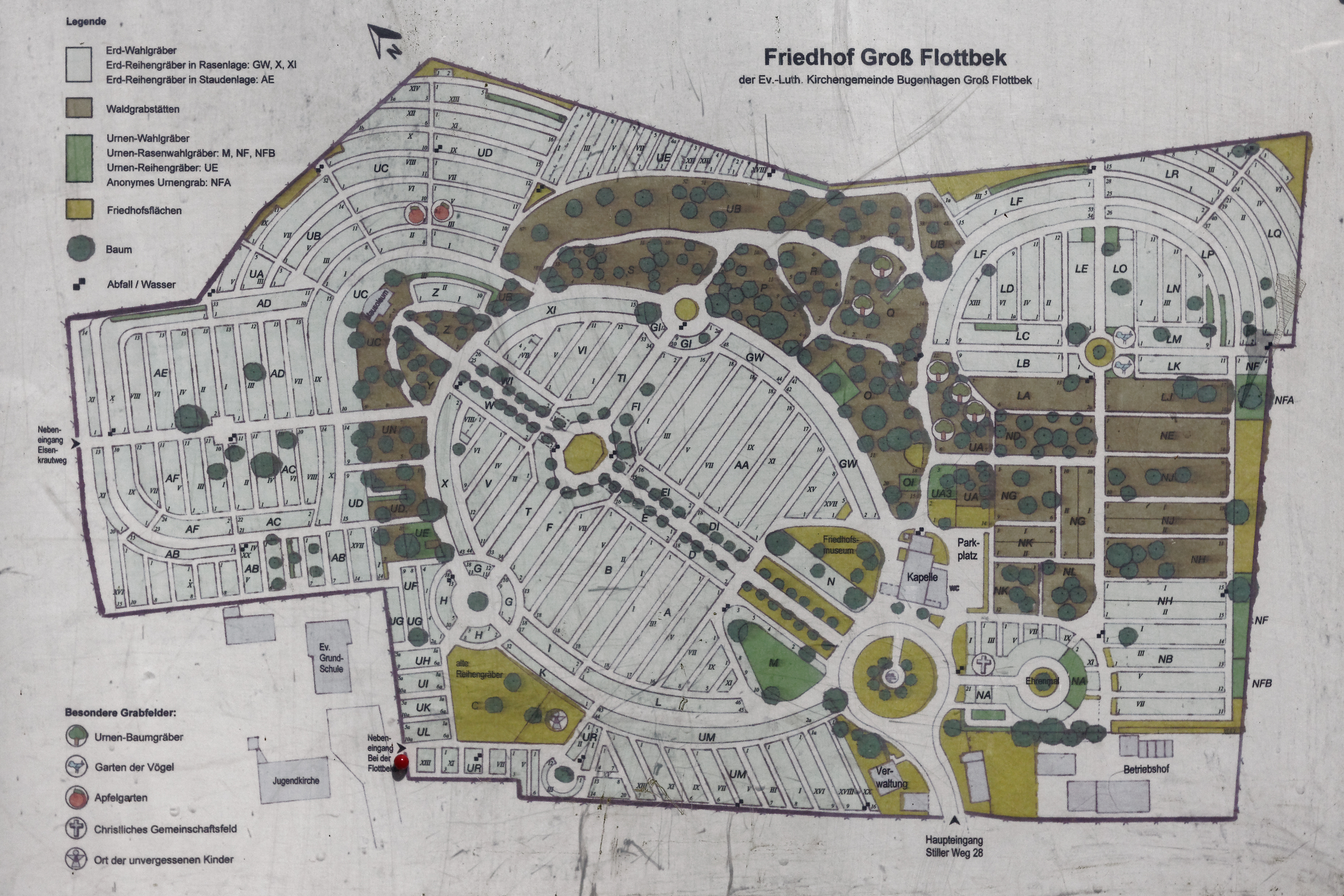
Lageplan
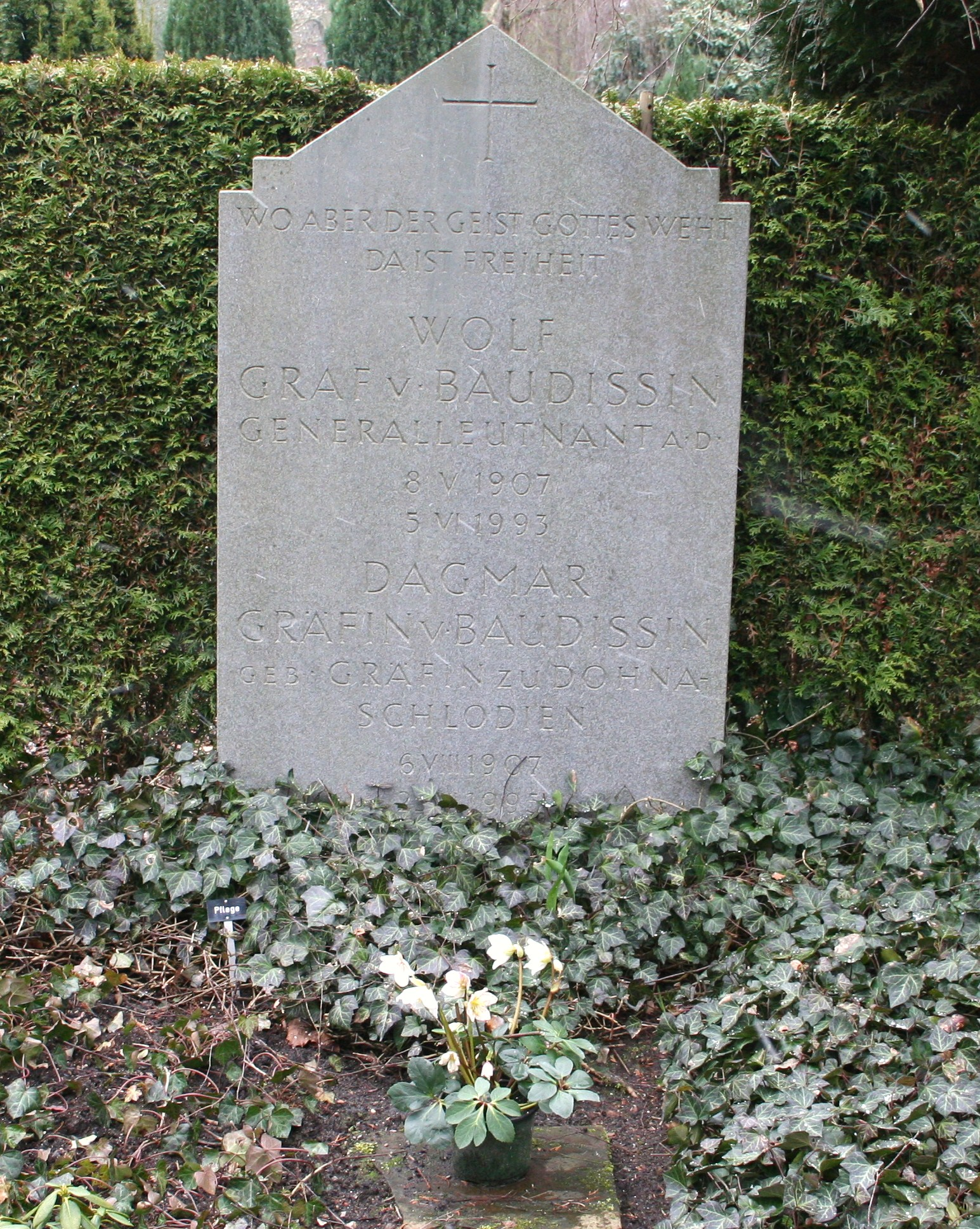
Grab v. Baudissin
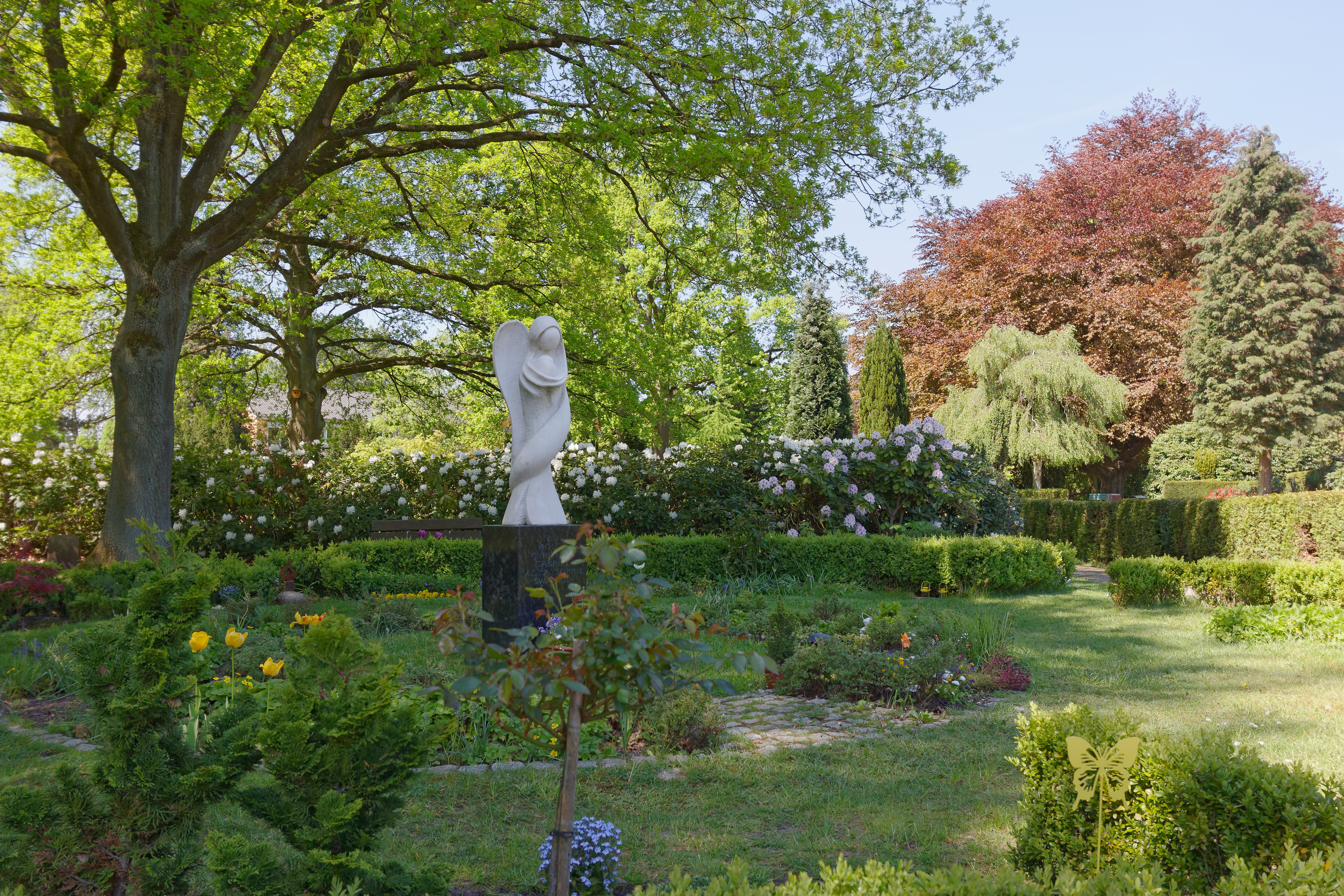
Teile der Grabanlage „Ort der unvergessenen Kinder“
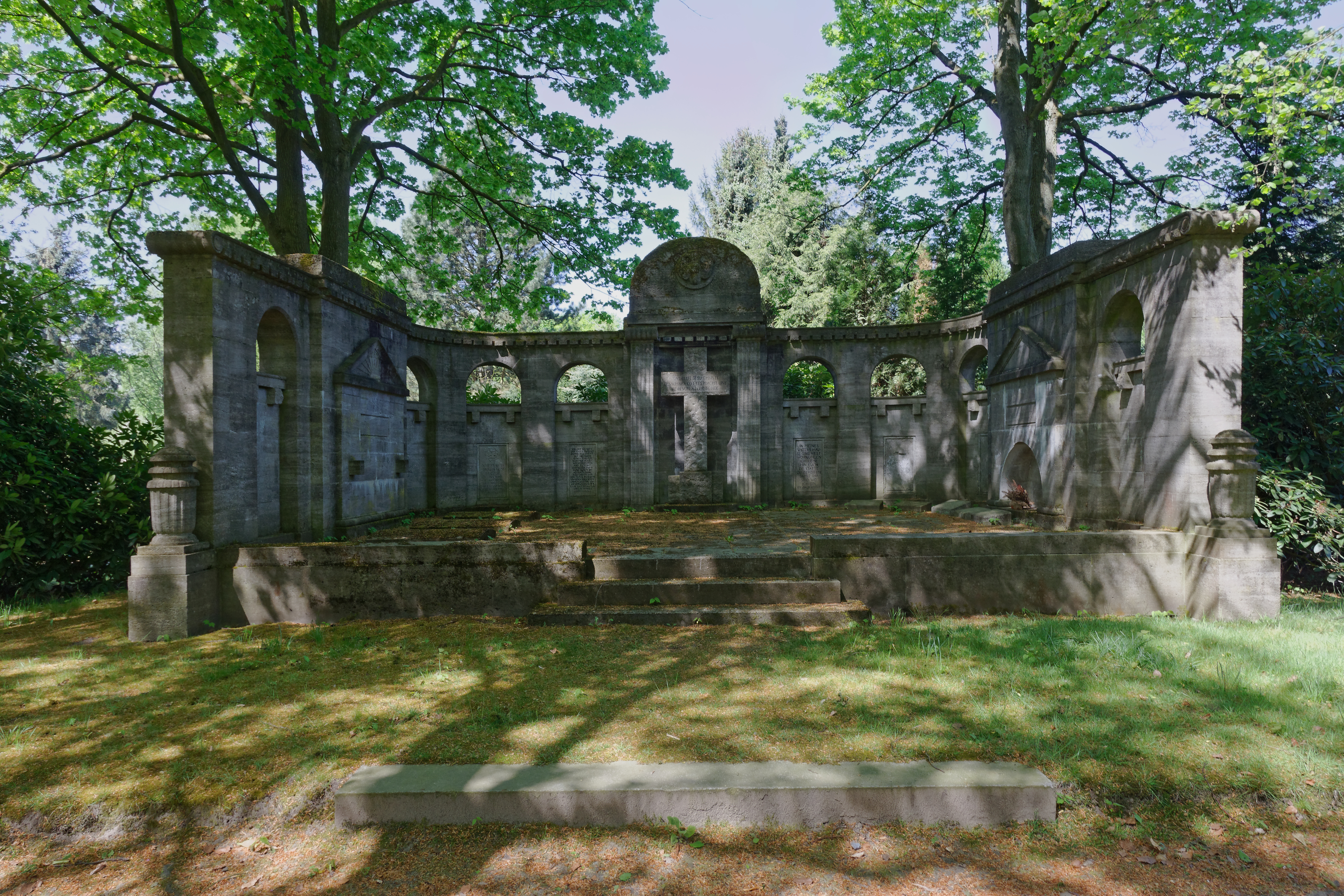
Grabanlage am Ende der zentralen Achse
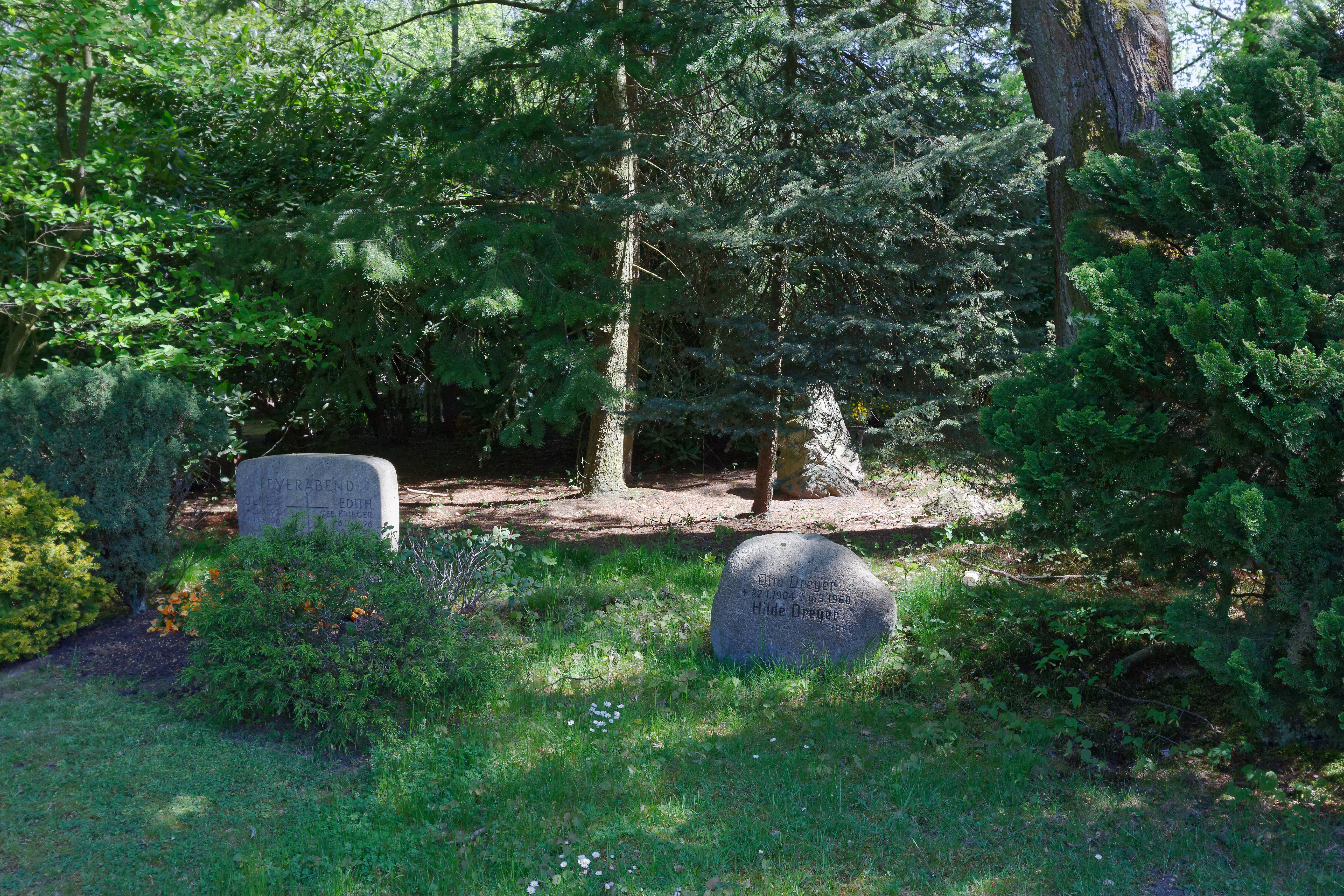
Gräber im Waldteil